# Le Grand-Pressigny
Le Grand-Pressigny là một xã thuộc tỉnh Indre-et-Loire trong vùng Centre-Val de Loire ở miền trung nước Pháp. Theo điều tra dân số năm 2006 của INSEE có dân số 1064 người. Xã nằm ở khu vực có độ cao trung bình 60 mét trên mực nước biển.